# آب‌انبار بمانعلی
آب‌انبار بمانعلی مربوط به اواخر دوره قاجار -اوایل دوره پهلوی است و در اردکان، روستای ترک آباد، خیابان امام خمینی (ره) واقع شده و این اثر در تاریخ ۱ مهر ۱۳۸۲ با شمارهٔ ثبت ۱۰۴۲۳ به‌عنوان یکی از آثار ملی ایران به ثبت رسیده‌است.